# Чемпионат Европы по стрельбе из лука 2014
XXIII Чемпионат Европы по стрельбе из лука проводился с 21 по 26 июля 2014 года в Вагаршапате (Армения).

## Участники
В чемпионате приняли участие 274 спортсмена из 39 стран.
- Армения (8)
- Австрия (8)
- Азербайджан (6)
- Беларусь (7)
- Бельгия (7)
- Болгария (4)
- Хорватия (6)
- Кипр (1)
- Чехия (6)
- Дания (12)
- Эстония (6)
- Финляндия (8)
- Франция (12)
- Грузия (6)
- Германия (12)
- Великобритания (12)
- Греция (3)
- Венгрия (1)
- Ирландия (2)
- Израиль (4)
- Италия (12)
- Латвия (8)
- Лихтенштейн (1)
- Литва (7)
- Люксембург (3)
- Молдова (4)
- Нидерланды (12)
- Норвегия (6)
- Польша (12)
- Португалия (2)
- Румыния (4)
- Россия (12)
- Словакия (9)
- Словения (7)
- Испания (9)
- Швеция (7)
- Швейцария (10)
- Турция (12)
- Украина (6)

## Распределение наград
| Место | Страна         | Золото | Серебро | Бронза | Всего |
| ----- | -------------- | ------ | ------- | ------ | ----- |
| 1     | Россия         | 4      | 1       | 1      | 6     |
| 2     | Франция        | 2      | 0       | 2      | 4     |
| 3     | Нидерланды     | 2      | 0       | 1      | 3     |
| 4     | Германия       | 1      | 2       | 0      | 3     |
| 5     | Дания          | 1      | 1       | 1      | 3     |
| 6     | Италия         | 0      | 2       | 1      | 3     |
| 7     | Польша         | 0      | 1       | 1      | 2     |
| 7     | Беларусь       | 0      | 1       | 1      | 2     |
| 7     | Турция         | 0      | 1       | 1      | 2     |
| 10    | Великобритания | 0      | 1       | 0      | 1     |
| 11    | Испания        | 0      | 0       | 1      | 1     |
| Всего | Всего          | 10     | 10      | 10     | 30    |

## Медалисты

### Классический лук
| Дисциплины                    | Золото                                                  | Серебро                                                     | Бронза                                                         |
| ----------------------------- | ------------------------------------------------------- | ----------------------------------------------------------- | -------------------------------------------------------------- |
| Мужчины, индивидуальный зачёт | Флориан Каллунд · Германия                              | Антон Прилепов · Беларусь                                   | Пьер Плихон · Франция                                          |
| Женщины, индивидуальный зачёт | Татьяна Сегина · Россия                                 | Наталья Лесняк · Польша                                     | Алисия Марин · Испания                                         |
| Мужчины, командный зачёт      | Франция · Жан-Шарль Валладон · Тома Кёниг · Пьер Плихон | Германия · Флориан Каллунд · Христиан Вайс · Симон Несеманн | Россия · Баир Цыбекдоржиев · Алексей Николаев · Болот Цыбжитов |
| Женщины, командный зачёт      | Франция · Софи Планье · Лаура Руджиери · Аурелия Карлье | Германия · Карина Винтер · Елена Рихтер · Лиза Унрух        | Польша · Карина Липярская · Юстина Моспинек · Наталья Лесняк   |
| Микст                         | Россия · Татьяна Сегина · Баир Цыбекдоржиев             | Дания · Майя Ягер · Николай Вульфф                          | Беларусь · Елена Толкач · Антон Прилепов                       |

### Блочный лук
| Дисциплины                    | Золото                                                            | Серебро                                                         | Бронза                                                       |
| ----------------------------- | ----------------------------------------------------------------- | --------------------------------------------------------------- | ------------------------------------------------------------ |
| Мужчины, индивидуальный зачёт | Петер Эльзинга · Нидерланды                                       | Серджио Паньи · Италия                                          | Себастьен Пино · Франция                                     |
| Женщины, индивидуальный зачёт | Светлана Черкашнева · Россия                                      | Лаура Лонго · Италия                                            | Сара Холст Зоннихсен · Дания                                 |
| Мужчины, командный зачёт      | Нидерланды · Майк Шлоссер · Петер Эльзинга · Рубен Блейендаал     | Турция · Ахмет Баджак · Демир Эльмаагачлы · Эврен Чагыран       | Италия · Серджио Паньи · Федерико Паньони · Луиджи Драгони   |
| Женщины, командный зачёт      | Россия · Альбина Логинова · Светлана Черкашнева · Наталья Авдеева | Великобритания · Люци О'Салливан · Андреа Гэйлс · Рикки Бингхам | Турция · Ешим Бостан · Джансу Эджем Джошкун · Гизем Коджаман |
| Микст                         | Дания · Таня Йенсен · Мартин Дамсбо                               | Россия · Альбина Логинова · Александр Дамбаев                   | Нидерланды · Инга ван Каспел · Майк Шлоссер                  |